# Грегори Хаус
Грегори Хаус (енгл. Gregory House) је измишљени лик, протагониста Фоксове телевизијске серије медицинске тематике Доктор Хаус кога глуми британски глумац Хју Лори. Хаус је стручњак за дијагностику који показује велику независност у својим поступцима и начину размишљања, а налази се на челу одсека дијагностике у измишљеној болници Принстон - Плејнсборо (енгл. Princeton-Plainsboro Teaching Hospital). Окарактерисан је као мизантроп, циник и заједљивац.
У серији, Хаусов нестандардни приступ постављању дијагноза, радикални терапеутски мотиви и изражена рационалност узрок су честих конфликата у које улази са својим колегама. Поред тога, као доктор, Хаус не саосећа са својим пацијентима, што је његов уобичајени начин да обезбеди себи време за решавање патолошких загонетки. Сам лик је делимично инспирисан ликом Шерлока Холмса.
Велики део заплета у серији се заснива на Хаусовој пречестој употреби лека викодин за ублажавање бола у нози који је последица инфаркта квадрицепса, повреде због које је принуђен да при ходу користи штап. Иако су га колеге, доктори Џејмс Вилсон и Лиса Кади, више пута охрабривали да се пријави на групу за рехабилитацију, није било успеха у одвикавању Хауса од коришћења лека. Ова зависност је једна од многих паралела са Холмсом, који је кокаински зависник.
У току емитовања серије, лик је добио позитивне критике. Том Шејлс (енгл. Tom Shales) из Вашингтон поста назвао је Хауса „најупечатљивијим телевизијским ликом који се појавио последњих година“.
Грегори Хаус је 2008. године заузео друго место на листи најсексепилнијих ТВ доктора, одмах иза доктора Дага Роса кога глуми Џорџ Клуни у серији Ургентни центар. За свој приказ доктора Хауса, Хју Лори је награђиван значајним наградама, укључујући два Златна глобуса за најбољег главног глумца у ТВ серији и Screen Actors Guild Award за најбољег глумца у драмској серији. Лори је, такође, био номинован шест пута за Еми награду за програм који се емитује у ударном термину 2005, 2007, 2008, 2009, 2010. и 2011. године али је ниједном није освојио.

## Биографија лика
Грегори Хаус је рођен у породици Џона и Блајт Хаус.[a][c] Отац му је био војно лице, морнарички пилот па је, због природе посла, често мењао пребивалиште, водећи са собом и породицу. Између осталог, једно време је био стациониран у Египту, где је Хаус развио пролазну опчињеност археологијом и ловом на благо, интересовањима која ће га навести да чува своје истраживачке алатке годинама. Са 14 година Грегори је открио свој будући позив, након што је у Јапану, где је у то време живео са породицом, био сведок поштовања које је указано доктору пореклом из касте Буракумина за успешно постављање дијагнозе пацијенту, кога други доктори нису успевали да излече.
Доктор Хаус воли своју мајку, али мрзи оца, за кога тврди да има „покварени морални компас“, па намерно покушава да избегава било какав сусрет са обоје. У једној од епизода, Хаус прича како су га родитељи оставили на чување код његове баке, чије се казне могу свести под злостављање. Касније ће признати да га је у ствари злостављао отац. Управо из тог разлога, Хаус никад није веровао да му је Џон биолошки отац; као дванаестогодишњак закључио је да је његов прави отац породични пријатељ који је имао исти младеж као он сам. На почетку пете сезоне, према резултатима ДНК анализе, која је утврђивала очинство Џона Хауса, испоставља се да је био у праву.
Грегори Хаус је завршио средњу медицинску школу у оквиру Универзитета Џонс Хопкинс, да би затим конкурисао за стипендију на Клиници Мејо како би кренуо на студије медицине. Захваљујући свом колеги, студенту Филипу Веберу, који га је пријавио због варања на испиту, Хаус је искључен са факултета. Да би завршио студије, пребацио се на Универзитет у Мичигену, где је упознао своју будућу партнерку и претпостављеног, Лису Кади, док је радио у књижари. Према његовим сопственим речима, њих двоје су заједно провели ноћ у којој јој је „дао све што је тражила“, имплицирајући везу за једну ноћ. Међутим, у седмој епизоди шесте сезоне, Хаус објашњава Кади да је није позвао после те ноћи зато што је управо био избачен из своје прве школе, мислећи на Мичиген, што је у контрадикцији са претходним током серије.
На једном медицинском скупу у Њу Орлеансу коме је присуствовао након стицања дипломе, Хаус је први пут угледао свог будућег пријатеља доктора Џејмса Вилсона у „мору досадних људи“, како чврсто стеже неки пакет, и закључио је да су у њему документа за развод. Касније, у бару, Вилсон је случајно сломио једно античко огледало, а затим и започео тучу зато што је један човек константно пуштао песму Билија Џоела Leave A Tender Moment Alone чиме је исфрустрирао Вилсона који је заиста био у бракоразводном поступку. Хаус је платио кауцију да би га извео из затвора, а потом и унајмио адвоката како би му повратио углед, чиме је започео њихов професионални и лични однос.
Отприлике 10 година пре тренутка којим почиње серија, Хаус је био у вези са Стејси Ворнер, уставним правобраниоцем, са којом се упознао након што га је погодила у пејнтбол мечу „адвокати против лекара“. Пет година касније, за време једне партије голфа, преживео је инфаркт у десној нози. Тачна дијагноза није била постављена пуна три дана, због забринутости лекара да Хаус показује понашање зависника. На крају је сам Хаус дијагностиковао инфаркт. Анеуризму у његовом бедру је запушио угрушак крви, чиме је изазвана некроза квадрицепса. Да би повратио циркулацију кроз ногу, Хаус је тражио бајпас мртвог мишића, чиме је ризиковао отказивање органа и срчани застој. Био је спреман да се суочи са мучним постоперативним боловима само да би очувао употребну функцију ноге. Међутим, након што је стављен у хемијски изазвану кому, како би преспавао најтеже болове, Ворнерова је, као Хаусов медицински опуномоћеник, поступила супротно његовој вољи, и одобрила сигурнију хируршку процедуру, нешто између ампутације и бајпаса, која је подразумевала само одстрањивање мртвог мишића. Спроведена интервенција је резултовала делимичном инвалидношћу, и оставила Хауса са нижим, али и даље озбиљним нивоом бола који ће трпети до краја живота. Хаус није могао да опрости Стејси донету одлуку, и то је могући разлог због кога га је оставила. Стејси се касније појављује у серији са својим мужем, Марком Ворнером, средњошколским саветником, кога доводи код Хауса на интервенцију. Иако се у другој сезони накратко зближила са Хаусом, он јој је саветовао да се врати свом супругу, доводећи је тако до очаја.
Од операције Хаус је трпео хроничан бол у десном бедру, и користио штап који му је олакшавао ходање. Да би изашао на крај са боловима, често је узимао викодин. На почетку треће сезоне, привремено је поново стекао могућност ходања и трчања након терапије кетамином. Ипак, хронични бол се вратио, па је Хаус наставио са употребом штапа и лекова против болова, због чега су остали лекари сматрали да је повратак старим навикама последица неке врсте психолошке зависности. У петој сезони, Хаус по други пут хода без болова користећи метадон, али ту терапију прекида након што умало убија пацијента правећи некарактеристичну грешку у дијагнози. На почетку шесте сезоне, пошто је провео неко време у психијатријској болници Мејфилд (енгл. Mayfield Psychiatric Hospital), доктор Хаус престаје са узимањем лекова налазећи друге начине да се избори са својим боловима. Један од њих је и кување, а Вилсон сматра да је он одличан кувар, приписујући то његовом размишљању о састојцима у хемијским терминима. У осмој сезони, Грегори Хаус лажира своју смрт како би избегао затвор због уништавања апарата за МРТ, као и због тога што је сазнао да је Вилсон болестан и да му је остало само пет месеци живота, па одлучује да то време проведу заједно. Серија се завршава тако што Хаус и Џејмс Вилсон одлазе на моторима. Доктор Роберт Чејс преузима Хаусово одељење.

## Личност
Доктор Хаус често исказује своју лукаву и оштру досетљивост, ужива у критиковању људи и стално исмева њихове слабости. Тачно и прецизно дешифрује мотиве људи, и њихову прошлост помоћу њихове личности и појаве. Његов пријатељ и колега, доктор Вилсон, каже да, иако је уобичајено да неки лекари пате од „комплекса Месије“ — имају потребу да „спасу свет“, Хаус пати од „Рубиковог комплекса“ — има потребу да „реши загонетку“. Обично чека последњи тренутак да би упознао свог пацијента. Када до сусрета дође, његов однос према болеснику одступа од уобичајеног опхођења доктора према пацијенту, а у лечењу користи неконвенционалне методе. Без обзира на све, Хаус своје пацијенте импресионира брзим и тачним постављањем дијагнозе иако се обично чини да уопште не обраћа пажњу на њих. Ова његова способност се демонстрира у сцени у којој поставља дијагнозе у болничкој чекаоници пуној пацијената на свом путу ка излазу за мало више од једног минута. Према критичарима, Хаусов лик је „непостојан“, „заједљив“, „антагониста“, „мизантроп“, „циник“ „осоран“, „дисидент“ и „мрзовољац“. Портал The Global Language Monitor изабрао је „curmudgeon“ (енгл. curmudgeon, у значењу мрзовољна, осорна особа) као једну реч која описује лик.
Лори описује доктора Хауса као лика који „одбија да се повинује стандардним пијететима модерног живота“ и очекује да, при лечењу пацијента, открије неуобичајену дијагнозу. Узевши у обзир да је у питању главни лик, многи аспекти његове личности су сушта супротност ономе што би се очекивало од једног лекара. Извршни продуцент Кејти Џејкобс сматра Хауса статичним карактером прилагођеним животу у беди. Поред тога, изјавила је да, доктор Вилсон једини Хаусов пријатељ у серији, и сам доктор Хаус, избегавају одговорне везе, што их зближава. Леонард мисли да је Вилсон једна од ретких особа која добровољно одржава пријатељство са Хаусом, зато што му то омогућава да га критикује.
Иако се мрзовољност главног лика често погрешно приписује хроничном болу у нози који трпи, и Стејси Ворнер и Лиса Кади су тврдиле да је такав био и пре инфаркта. Да би изашао на крај са боловима, Хаус је свакодневно узимао викодин, што је довело до стварања зависности. Међутим, сам Хаус је имао другачији поглед на често узимање аналгетика („Немам проблем са регулисањем болова, ја имам проблем са боловима“). Након што је добио опкладу против Кади, тако што недељу дана није користио викодин, признао је да је зависник, сматрајући да није у питању велики проблем јер не утиче ни на његов посао, ни на његов живот. Током треће сезоне, прошао је кроз процес детоксикације и одвикавања, захваљујући коме је његова зависност, на неки начин, ослабила. Дејвид Шор је изјавио 2006. године, у интервјуу за Сиетл тајмс (енгл. The Seattle Times), да викодин „постаје све мање употребљиво средство за борбу са боловима, и да је то нешто са чиме ће (сценаристи) наставити да раде, да истражују“. Почетком шесте сезоне Хаус је превазишао своју зависност.
Грегори Хаус отворено говори и порнографији и често прави алузије на њу. Почетком треће сезоне узвраћа на флертовање малолетне пацијенткиње. Редовно користи услуге проститутки, што је било познато докторки Алисон Камерон, бившој чланици дијагностичког тима која је заљубљена у Хауса.
Поред матерњег, енглеског језика, доктор Хаус говори и шпански, латински, португалски, хинди, јапански и мандарински језик. Очигледан је агностик, необичног понашања, пошто се отворено и неумољиво подсмева колегама и пацијентима који покажу и најмањи знак религиозности, док у исто време тајно изражава и велича врлине и традицију различитих религија, посебно хришћанства, у тренуцима дубоког размишљања или, што је ређи случај, у тренуцима криза. Не верује у живот после смрти, зато што сматра да је боље веровати да живот „није само тест“. И поред тога, у четвртој сезони показује довољну заинтересованост за могућност постојања живота после смрти да би скоро извршио самоубиство струјом у покушају да то провери. Ипак, није био задовољан резултатима. То је и пример Хаусове тенденције да експериментише на себи и да се подвргава ризичним медицинским процедурама у име откривања истине. Током серије, доказује да известан лек против мигрене није ефикасан тако што изазива себи мигрену, да би пратио дејство лека; подвргава се трансфузији крви како би помогао у постављању дијагнозе и узима прекомерну дозу физостигмина да би побољшао своје памћење након претрпљених повреда главе, чиме изазива привремени застој срца. Без обзира на то, затим се подвргава јакој стимулацији мозга.
Хаус често констатује да „сви лажу“ (енгл. Everybody lies), али је у последњој епизоди прве сезоне у шали приметио да је и он сам лагао када је то изговорио. Стално критикује правила лепог понашања јер сматра да су бескорисна и да немају рационалну сврху. Докторка Камерон у првој епизоди прве сезоне каже за њега да „не верује у изговоре, па због тога једноставно говори оно што мисли“. У трећој сезони објашњава како завиди аутистичном пацијенту, јер му друштво дозвољава да прескочи формалности које он, као здрав човек, мора да испуни. У истој епизоди, Вилсон сугерише могућност да Хаус пати од Аспергеровог синдрома, јер поседује неке особине које су карактеристичне за ту болест, као што су тешкоће са прихватањем сврхе друштвених правила, недостатак бриге за свој физички изглед и отпор према променама; иако је касније објаснио Хаусу да не верује заиста у своје тврдње, већ је у питању био део плана да се ублажи мишљење које је Кади имала о Хаусу. Током емитовања серије, често је исказивао презир према ауторитетима кроз сардонски осмех. Скоро константно је занемаривао свој сопствени изглед, долазећи на посао необријан и облачећи се неформално. Обично је носио фармерке, памучне мајице, кошуље и сакое са спортским патикама. Избегавао је да се појављује у белом докторском мантилу како би отежао пацијентима да га препознају као лекара.
Друштвени живот Грегорија Хауса је прилично сиромашан, а његов једини пријатељ је Џејмс Вилсон, са којим се упознао пре инфаркта, и који је бринуо о њему у време завршетка везе са Стејси Ворнер. Иако се они често препиру анализирајући и критикујући мотиве и поступке оног другог, Вилсон је ризиковао своју каријеру да би заштитио Хауса, укључујући ту покушај Едварда Воглера да отпусти Хауса током прве сезоне, и истрагу детектива Мајкла Тритера о Хаусовом уживању наркотика. Доктор Хаус је, више пута, тихо признао да је захвалан Вилсону што постоји и назвао га својим најбољим пријатељем. Када је, на почетку пете сезоне, Вилсон напустио посао у болници и одселио се из Њу Џерзија, Хаус је, у очајничкој жељи да га врати, унајмио приватног детектива Мајкла Вестона да га шпијунира. Коначно су се помирили на сахрани Хаусовог оца.
Према Лиси Еделстин, проблеми Грегорија Хауса јако утичу на људе који га окружују. Та карактеристика се види у неколико епизода треће сезоне, у време када му је лекарска каријера угрожена због истрага које спроводи детектив Мајкл Тритер, да би га ухапсио под оптужбом за поседовање наркотика. Хаусови проблеми са законом се разрешавају након лажног сведочења Лисе Кади на саслушању. Пољубац у петој сезони иницира трајну романтичну тензију међу њима, а однос са Кади почиње да се продубљује, пошто њих двоје више не могу да сакрију међусобна осећања. У последњој епизоди пете сезоне Хаус потврђује да жели да се упусти у везу са Лисом. У истој епизоди, верујући да је провео ноћ с њом, доктор Хаус следећег јутра прича о томе Вилсону, али се испоставља да је у питању психоза, нуспојава злоупотребе викодина. Прича између доктора Хауса и Кади достиже свој врхунац у последњој епизоди шесте сезоне када она раскида веридбу са Лукасом Дагласом суочавајући се са неизбежном истином - да воли Грегорија Хауса; њихов страствени пољубац указује на заједничку спремност да покушају да заснују праву везу.

## Развој лика

### Концепт
Иако је првобитно било замишљено да серију медицинске тематике чине међусобно независне епизоде, идеја је промењена када су сценаристи почели да детаљније разрађују главни лик. Шор је указао да концепт водећег јунака серије има своје корене у његовим сопственим искуствима које је стекао као пацијент једне универзитетске болнице, присећајући се: „знао сам, да ће се, чим напустим собу, покренути лавина изругивања мојој необавештености, па сам помислио да би било интересантно видети лик који се руга пре него што напусти собу.“ Шор је главни лик делимично засновао и на себи: у интервјуу који је дао 2006. године за канадски магазин Macleans објаснио је да, упркос томе што не поседује „циничан и хладан став који вреба негде из унутрашњости“ сопственог бића, скоро у потпуности се слаже са Хаусовим мишљењем. Централни део поставке серије је био да главни лик треба да има неки вид физичког недостатка. У почетку је било замишљено да Хаус користи инвалидска колица, за шта је као инспирација послужила телевизијска серија полицијске тематике Ironside снимана шездесетих година 20. века, али је телевизијска компанија Фокс одбила такву интерпретацију (на чему им је екипа серије касније била захвална). Уместо инвалидских колица, Хаус је добио ожиљак на нози који се затим претворио у болесну ногу због које мора да користи штап за ходање. Доктор Хаус обично држи свој штап на страни повређене ноге; Шор је објаснио: „Неки људи се осећају лагодније када држе штап доминантном руком, и то је прихватљива чињеница.“ Трикови које Хаус чини са штапом током серије су креација самог Лорија.
Кети Крендал (енгл. Cathy Crandall), костимограф серије, припремила је за главни лик имиџ који је требало да рефлектује његову небригу за одевање. Према њеној замсили, Хаус је обично носио изгужвану памучну мајицу, сако један број краћи него што је потребно, избледеле и изношене фармерке и љубичасто сиве чарапе. Лоријева идеја је била да користи патике јер је сматрао да је „човеку са штапом преко потребна функционална обућа“; у гардероби Фоксовог студија увек је на располагању 37 пари Најк Шокс модела Најк патика. Током серије, доктор Хаус је носио памучне мајице које су дизајнирали познати креатори попут Баркинг Ајронса (енгл. Barking Irons) и Линколна Мејна (енгл. Lincoln Mayne), али и мање познати као што су Ендру Баклер (енгл. Andrew Buckler) и Таво (енгл. Taavo). Мајице се спремају за снимање тако што се претходне ноћи држе згужване у лопту.

### Аудиција
У време када је сазнао да се траже протагонисти за ову серију, Лори је снимао филм у Намибији. Продуцентима је послао снимак који је направио у купатилу своје хотелске собе, јер је проценио да је то најсветлија просторија. С обзиром да је знао да се за ту улогу тражи амерички глумац, трудио се да се не примети његов британски акценат. Аудицију је наравно прошао, а за улогу је од треће сезоне зарађивао 400.000 долара по епизоди.

### Паралеле са Шерлоком Холмсом
Сличности између Грегорија Хауса и измишљеног детектива Шерлока Холмса појављивале су се константно током емитовања серије; Шор је објаснио да је одувек био Холмсов обожавалац, сматрајући његову равнодушност према сопственим клијентима јединственом. Сличност је очигледна у различитим елементима заплета серије, као што је Хаусово ослањање на психологију ради решавања случаја, његово одбијање да прихвати случајеве који му нису интересантни зато што су очигледни и једноставни, и његова кућна адреса (стан са ознаком 221б, док Холмс живи на адреси улица Бејкер 221б). Остале заједничке црте два лика су: употреба дрога (Хаус се борио са викодинском зависношћу годинама, а Холмс је био повремени уживалац кокаина), успешно одвикавање од зависности, свирање музичких инструмената (Холмс свира виолину, а Хаус гитару, клавир, оргуље и хармонику) и таленат за прецизно закључивање о мотивима и прошлости људи на основу њихових личности и појава.
Према Дејвиду Шору, презиме „Хаус“ (енгл. House, кућа) је игра речима инспирисана презименом Холмс чији је изговор близак енглеској речи homes, у значењу куће. Са друге стране, као инспирација за креирање главног лика серије, Шору су послужили и доктор Марк Чембрлен, професор неурологије на вашингтонском Универзитету, и доктор Џозеф Бел[d], који су могли да „уђу у чекаоницу и поставе дијагнозе пацијентима који би се ту затекли, а да са њима нису проговорили ни реч“. И Шерлок Холмс и Грегори Хаус имају само једног истинског пријатеља, Џон Вотсон је Холмсов, а Џејмс Вилсон Хаусов. Леонард је изјавио да су Хаус и Вилсон, према првобитној замисли, били пандан Холмсу и Вотсону, али да је касније улогу Вотсона преузео Хаусов тим лекара. У последњој епизоди друге сезоне, Хауса је ранио из пиштоља човек по имену Џек Моријарти, док се Холмсов противник звао Џејмс Моријарти; слично, у петој сезони Вилсон употребљава Ајрин Адлер као име имагинарне девојке за коју је Хаус заинтересован, а управо тако се звала једина жена, Холмсова противница.